# Angel Garza
Humberto Garza Solano, meglio conosciuto come Angel Garza (Monterrey, 23 settembre 1992), è un wrestler messicano sotto contratto con la WWE.
In carriera ha detenuto una volta l'NXT Cruiserweight Championship e una volta il 24/7 Championship.

## Carriera

### WWE (2019–presente)

#### NXT(2019–2020)
Solano rivelò il 18 aprile 2019 di aver firmato un contratto con la WWE, venendo mandato al Performance Center, adottando il ring name Angel Garza. Poco tempo dopo, venne annunciato che Garza avrebbe partecipato all'NXT Breakout Tournament sconfiggendo Joaquin Wilde nel primo round del torneo nella puntata di NXT del 17 luglio, stabilendosi come un heel. Nella puntata di NXT del 24 luglio Garza venne tuttavia sconfitto ed eliminato da Jordan Myles. Nella puntata di NXT del 6 novembre Garza sconfisse Tony Nese, diventando il nuovo sfidante all'NXT Cruiserweight Championship di Lio Rush. Nella puntata di NXT del 13 novembre Garza affrontò Rush per l'NXT Cruiserweight Championship ma venne sconfitto (nonostante un finale controverso). Il 23 novembre, nel Pre-show di NXT TakeOver: WarGames, Garza sconfisse Isaiah "Swerve" Scott. Nella puntata di NXT dell'11 dicembre Garza trionfò poi su Lio Rush conquistando l'NXT Cruiserweight Championship per la prima volta. Il 25 gennaio, a Worlds Collide, Garza perse la cintura dei pesi leggeri a favore di Jordan Devlin in un Fatal 4-Way match che comprendeva anche Isaiah "Swerve" Scott e Travis Banks.

#### Alleanza con Andrade (2020–2021)
Nella puntata di Raw del 3 febbraio 2020 Garza, accompagnato da Zelina Vega, fece un'apparizione nello show dapprima attaccando il cugino Humberto Carrillo e, successivamente, affrontando Rey Mysterio (sopraggiunto per salvare Carrillo) venendo sconfitto per squalifica dopo averlo colpito con una DDT sul cemento antistante il ring. Nella puntata di NXT del 12 febbraio Garza venne sconfitto da Lio Rush in un match per determinare il nuovo sfidante all'NXT Cruiserweight Championship di Jordan Devlin. Il 27 febbraio, a Super ShowDown, Garza sconfisse Humberto Carrillo. In seguito, Garza si alleò sia con Andrade che con Austin Theory. Il 5 aprile, nella seconda serata di WrestleMania 36, Garza e Theory affrontarono gli Street Profits per il Raw Tag Team Championship ma vennero sconfitti. Nella puntata di Raw del 6 aprile Garza e Theory ebbero di nuovo modo di affrontare gli Street Profits per i titoli di coppia di Raw ma vennero sconfitti per squalifica. Nella puntata di Raw del 4 maggio Garza partecipò ad un Gauntlet match di qualificazione al Money in the Bank Ladder match ma venne eliminato da Humberto Carrillo. Nella puntata di Raw dell'8 giugno Garza partecipò ad un Triple Threat match che comprendeva anche Andrade e Kevin Owens per l'opportunità di sfidare Apollo Crews per lo United States Championship ma il match venne vinto da Andrade. Nella puntata di Raw del 27 luglio Garza e Andrade vinsero un Triple Threat Tag Team match che comprendeva anche Cedric Alexander e Ricochet e i Viking Raiders, diventando gli sfidanti al Raw Tag Team Championship degli Street Profits. Il 23 agosto, a SummerSlam, Garza e Andrade affrontarono per la terza volta gli Street Profits per il Raw Tag Team Championship ma vennero sconfitti. Nella puntata di Raw del 21 settembre Garza e Andrade vinsero un Triple Threat Tag Team match che comprendeva anche Dominik Mysterio e Humberto Carrillo e Murphy e Seth Rollins, diventando nuovamente gli sfidanti al Raw Tag Team Championship degli Street Profits. Il 27 settembre, a Clash of Champions, Garza e Andrade tentarono di nuovo l'assalto ai titoli di coppia di Raw dei Profits ma fallirono nell'impresa. In seguito, la coppia Garza-Andrade, dopo aver perso mesi prima Theory, si sciolse definitivamente a seguito di continui screzi tra i due. Il 22 novembre, nel Kick-off di Survivor Series, Garza partecipò ad una Battle Royal tra Raw e SmackDown ma venne eliminato da Cedric Alexander e Shelton Benjamin. Il 31 dicembre, durante il party di fine anno andato in onda su TikTok, Garza schienò R-Truth vincendo il 24/7 Championship per la prima volta. Nella puntata di Raw del 4 gennaio 2021 Garza venne schienato da R-Truth nel backstage, a causa della distrazione di The Boogeyman, perdendo il 24/7 Championship dopo 4 giorni di regno.

#### Los Lotharios (2021–2023)
Nella puntata di SmackDown del 9 aprile partecipò all'André the Giant Memorial Battle Royal ma venne eliminato da Shinsuke Nakamura. Tornò nella puntata di Raw del 20 settembre facendo coppia col cugino Humberto Carrillo sconfiggendo Mansoor e Mustafa Ali. Il 4 ottobre, per effetto del Draft, Garza e Carrillo passarono al roster di SmackDown. Nella puntata del 29 ottobre i due interferirono nel trick or street fight match tra Rick Boogs e Shinsuke Nakamura e Happy Corbin e Madcap Moss favorendo la vittoria di questi ultimi, e allineandosi di fatto tra gli heel. Il 5 novembre Garza (rinominato semplicemente "Angel") e Humberto assunsero il nome Los Lotharios e sconfissero la coppia formata da Cesaro e Mansoor. Il 21 novembre, a Survivor Series, prese parte ad una battle royal dedicata a The Rock ma venne eliminato. Nella puntata di SmackDown del 26 novembre prese parte una Battle Royal per determinare lo sfidante all'Universal Championship di Roman Reigns ma venne eliminato. Nella puntata di SmackDown del 24 dicembre partecipò ad un Gauntlet match per determinare lo sfidante all'Intercontinental Championship di Shinsuke Nakamura ma, dopo aver eliminato Mansoor ed Erik, venne eliminato da Shanky. Nella puntata di SmackDown del 14 gennaio i Los Lotharios presero parte ad un Fatal 4-Way Tag Team match per determinare gli sfidanti allo SmackDown Tag Team Championship degli Usos che comprendeva anche Cesaro e Mansoor, Jinder Mahal e Shanky e i Viking Raiders ma il match venne vinto da questi ultimi. Nella puntata di SmackDown del 25 marzo sconfisse Ricochet, guadagnando un'opportunità all'Intercontinental Championship di quest'ultimo. Nella puntata di SmackDown del 1º aprile prese parte ad un Triple Threat match per l'Intercontinental Championship che comprendeva anche il campione Ricochet e Humberto ma il match venne vinto dal primo. I Lotharios tornarono in azione, dopo una lunga assenza, nella puntata di SmackDown del 20 gennaio dove vennero sconfitti dall'Hit Row  (Ashante "Thee" Adonis e Top Dolla) nel primo turno per determinare i contendenti n°1 allo SmackDown Tag Team Championship degli Usos. Nella puntata di SmackDown del 31 marzo partecipò all'annuale André the Giant Memorial Battle Royal ma venne eliminato.
Il 1º maggio 2023, per effetto del Draft, i Los Lotharios passarono al roster di Raw. Dopo poco tempo iniziarono ad apparire ad NXT, non più come i Los Lotharios, e il 30 settembre, a NXT No Mercy, parteciparono ad un fatal four-way tag team match per l'NXT Tag Team Championship che comprendeva anche i campioni Tony D'Angelo e Channing "Stacks" Lorenzo, i Creed Brothers e gli OTM (Bronco Nima e Lucien Price) ma a prevalere furono D'Angelo e Lorenzo. Nella puntata di NXT del 17 ottobre parteciparono ad una battle royal per determinare i nuovi sfidanti all'NXT Tag Team Championship di Tony D'Angelo e Channing "Stacks" Lorenzo ma vennero eliminati per ultimi da Andre Chase e Duke Hudson. Nella puntata di NXT del 28 novembre Garza e Carrillo affrontarono Tony D'Angelo e Channing "Stacks" Lorenzo per l'NXT Tag Team Championship venendo però sconfitti.

#### Alleanza con Santos Escobar (2023–presente)
Nella puntata di SmackDown del 22 dicembre Angel e Humberto, mascherati, aiutarono Santos Escobar a sconfiggere Bobby Lashley nel torneo per determinare il nuovo sfidante di Logan Paul per lo United States Championship. Successivamente i tre si allearono e il 12 gennaio, a SmackDown, i Los Lotharios batterono Cruz Del Toro e Joaquin Wilde, ex-alleati di Escobar nel Latino World Order.
Nella puntata di SmackDown del 15 marzo Angel e Berto sconfissero Cruz Del Toro e Joaquin Wilde, ottenendo un posto per il match di qualificazione per il ladder match per l'Undisputed WWE Tag Team Championship a WrestleMania XL.

## Vita privata
Humberto Solano è il cugino di Humberto Carrillo, anch'egli sotto contratto con la WWE.
Durante la puntata di NXT dell'11 dicembre 2019 ha invitato la fidanzata Zaide sul ring e le ha chiesto di sposarlo, ottenendo risposta positiva.

## Personaggio

### Mosse finali
- El Muertito (Middle-rope springboard moonsault)
- Reverse full nelson – 2019–2020
- Superkick
- Wing Clipper (Sitout butterfly cradle drop)

## Titoli e riconoscimenti
- The Crash Lucha Libre
  - The Crash Tag Team Championship (1) – con Último Ninja

- Federación Internacional de Lucha Libre
  - FILL Light Heavyweight Championship (1)

- Impact Wrestling
  - Turkey Bowl (2017) – con Allie, Eddie Edwards, Fallah Bagh e Richard Justice

- Llaves y Candados
  - LyC Championship (1)
  - LyC Tag Team Championship (1) – con Último Ninja

- Pro Wrestling Illustrated
  - 109º tra i 500 migliori wrestler singoli nella PWI 500 (2020)

- Pro Wrestling Blitz
  - PWB Tag Team Championship (1) – con Laredo Kid

- WWE
  - NXT Cruiserweight Championship (1)
  - WWE 24/7 Championship (1)